# Août 1870

## Événements
- 2 août : combats de Sarrebruck.

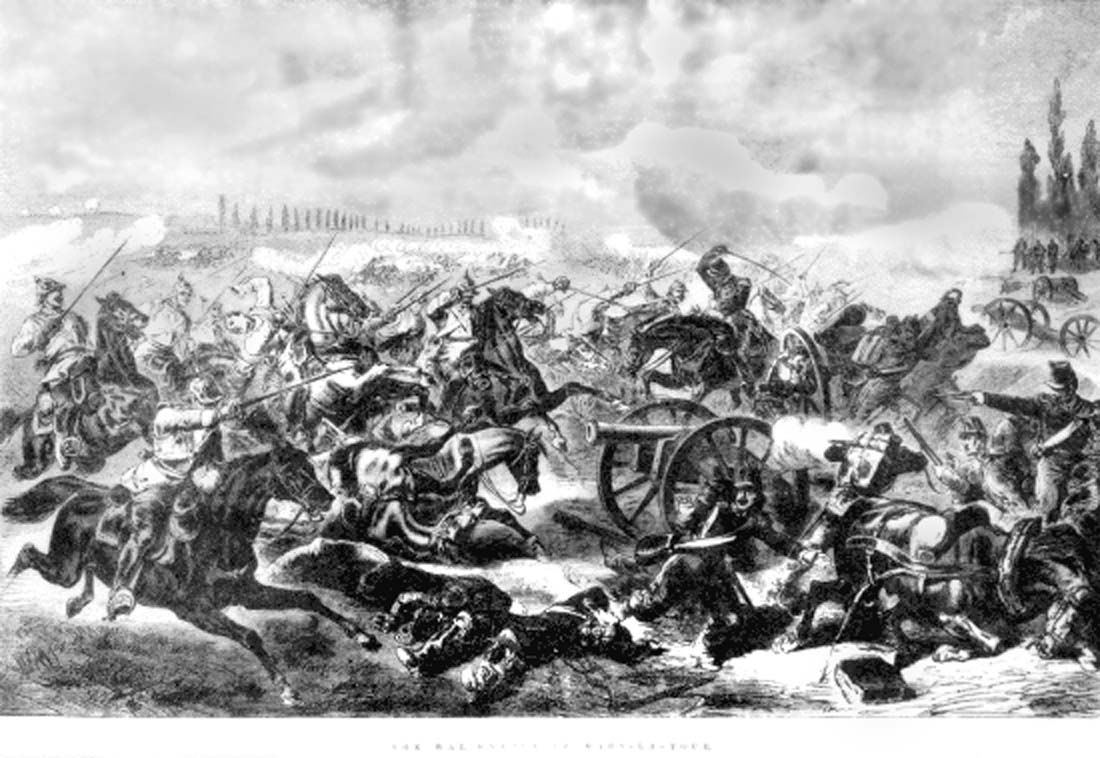
16 août : Bataille de Mars-la-Tour

- 4 août, France : bataille de Wissembourg dans le Bas-Rhin, qui se solde par la retraite des troupes françaises du maréchal de Mac-Mahon (division Douay) devant les troupes prussiennes du Kronprinz.
- 6 août, France : bataille de Frœschwiller-Wœrth, où les troupes françaises du Maréchal de Mac-Mahon sont mises en déroute.
  - Charges de Reichshoffen : charges vaines des cuirassiers français sur les villages de Morsbronn, où ils sont anéantis, et de Elsasshausen.
  - La division du général Frossard est écrasée à la  bataille de Forbach-Spicheren.
- 6 et 7 août, France : renouvellement des conseils municipaux, dernières élections de l'Empire.
- 8 août : à Marseille, face à la situation désastreuse du pays, un mouvement insurrectionnel, avec à sa tête l'avocat des pauvres Gaston Crémieux, tente en vain de proclamer la République et d'instaurer une Commune révolutionnaire. Mais le mouvement est rapidement étouffé ; Crémieux est arrêté le lendemain et déféré devant un conseil de guerre.
- 9 août, France : le ministère Émile Ollivier est renversé par le Corps législatif. Il se réfugiera en Italie jusqu'en 1873.
- 10 août, France : nouveau ministère du général Charles Cousin-Montauban, comte de Palikao.
- 12 août, France : Napoléon III, malade, laisse Bazaine prendre la tête de l'armée.
- 14 août, France :
  - combats indécis de l'armée du maréchal Bazaine à Borny-Colombey. Les Allemands mettent le siège devant Toul;
  - un groupe de blanquistes attaque le poste de sapeurs-pompiers de la Villette pour y prendre des armes, et tuent un sergent de ville. Puis ils tentent de soulever le quartier de Belleville mais la police réussit à les arrêter.
- 15 août, France :  
  - Défaite de Bazaine à Vionville.
  - L'Algérie est proclamée en état de siège.[réf. nécessaire]

- 16 août, France : 
  - bataille de Mars-la-Tour (ou de Rezonville) en Moselle;
  - l'armée du maréchal de Mac-Mahon se replie sur Châlons;
  - affaire de Hautefaye en (Dordogne), à la foire annuelle aux bestiaux où vient de parvenir la nouvelle du désastre de Reichshoffen : dans l'après-midi, un jeune aristocrate, Alain de Monéys, accusé à tort d'être au service de la Prusse, est roué de coups, torturé et brûlé vif par la foule. L'affaire défraya la chronique qui colporta des rumeurs de cannibalisme et de retour des jacqueries.

- 17 août, France : le général Trochu est nommé au poste de gouverneur militaire de Paris.
- 18 août : bataille de Saint-Privat-la-Montagne (ou bataille de Gravelotte).
- 19 août, France : le maréchal Bazaine s'enferme dans Metz avec 175 000 soldats.
- 23 août : début du siège de Strasbourg (fin le 28 septembre).
- 25 août, France : avec les restes de l'armée du Rhin, Mac-Mahon reconstitue une armée 140 000 soldats pour tenter de dégager Bazaine de Metz. L'empereur Napoléon III se joint à troupe. À la suite de mouvements indécis, Mac-Mahon, le commandant en chef de l'armée dite du camp de Châlons, décide de se replier vers la forteresse de Sedan. Deux armées prussiennes se mettent en marche sur Sedan.
- 28 août, France : Napoléon III venant de Vouziers installe son campement au Village Le Chesne sur la place de Stonne, Mac-Mahon installe son état major dans la mairie où il passe la nuit. Napoléon loge dans un débit de boissons à gauche de la mairie, appartenant à la famille Nicaise. Cette maison existe toujours sur la place, seule la façade a été refaite après 1914.
- 30 août, France :
  - protégeant le flanc droit de l'armée Mac-Mahon Le Général de Failly est battu à la bataille de Beaumont, Mac-Mahon se retire sur la place forte de Sedan;
  - début de la bataille de Sedan, qui prendra fin par la capitulation de Napoléon III, le 2 septembre.
- 31 août, France : bataille de Noisseville victoire prussienne.

## Naissances
- 12 août : Émile Moselly, né à Paris, écrivain régionaliste lorrain, prix Goncourt 1907 († 1918).
- 31 août : Maria Montessori, médecin et pédagogue italienne, créatrice des « Maisons des Enfants » († 1952).